# Sorin Frunză
Sorin Frunză (*Jorăști, Galați, Rumania, 29 de marzo de 1978) es un futbolista rumano. Se desempeña en posición de centrocampista izquierdo y actualmente juega en el CF Brăila de la Liga II.

## Clubes
| Club                              | País    | Temporadas        |
| --------------------------------- | ------- | ----------------- |
| FCM Dunărea Galați                | Rumania | 1997/98 a 1998/99 |
| AS Cimentul Fieni                 | Rumania | 1998/99 a 1999/00 |
| FC Timișoara                      | Rumania | 1999/00           |
| CS Jiul Petroșani                 | Rumania | 2000/01 a 2001/02 |
| Fotbal Club Vaslui                | Rumania | 2002/03 a 2004/05 |
| FC Universitatea Craiova (cedido) | Rumania | 2004/05           |
| Fotbal Club Vaslui                | Rumania | 2005/06 a 2006/07 |
| FC Botoșani (cedido)              | Rumania | 2006/07           |
| Fotbal Club Vaslui                | Rumania | 2007/08           |
| FC Unirea Urziceni                | Rumania | 2008/09 a 2010/11 |
| Rapid Bucarest                    | Rumania | 2010/11           |
| FC Oțelul Galați                  | Rumania | 2011/12           |
| CF Brăila                         | Rumania | 2012/13-          |

## Palmarés

### Campeonatos nacionales
| Título                   | Club               | País    | Año     |
| ------------------------ | ------------------ | ------- | ------- |
| Liga I                   | FC Unirea Urziceni | Rumania | 2008/09 |
| Supercopa de Rumanía (1) | FC Oțelul Galați   | Rumania | 2011    |